# زبان خاص دامنه
زبان خاص دامنه یا دی‌اِس‌اِل (به انگلیسی: DSL) به زبان برنامه‌نویسی‌ای گفته می‌شود که ارتباط تنگاتنگی با مسائل یک دامنهٔ به‌خصوص داشته باشد. این مفهوم در برابر زبان‌های برنامه‌نویسی همه‌منظوره مطرح می‌شود. زبان‌های خاص دامنه ممکن است گرافیکی یا متنی باشند و به گونه‌ای طراحی شده‌اند که بتوانند، نسبت به زبان‌های برنامه‌نویسی همه‌منظوره، دسته‌ای به‌خصوص از مسائل را ساده‌تر حل کنند. غالب این زبان‌ها سطح بالا هستند و باید پیش از کاربردی شدن به یک شکل دیگر تبدیل شوند، برای نمونه یک مدل را تبدیل به کد و کد را تبدیل به یک پروندهٔ اجراپذیر کنند.

### ویژگی‌های زبان خاص دامنه
1. تمرکز بر دامنه مشخص: DSL‌ها برای حل مسائل یک حوزه خاص طراحی شده‌اند، مانند مدیریت پایگاه داده، پردازش متن، یا طراحی رابط کاربری.
2. ساده و مختصر: این زبان‌ها اغلب ساده و با کلمات کلیدی یا ساختارهایی طراحی می‌شوند که مستقیماً با مفاهیم دامنه مرتبط باشند.
3. قابلیت ترجمه: بسیاری از DSL‌ها قبل از اجرا به زبان‌های همه‌منظوره مانند C++، Python، یا جاوا ترجمه می‌شوند.
4. خوانایی بالا برای متخصصین دامنه: افرادی که در دامنهٔ مورد نظر تخصص دارند، بدون نیاز به دانش عمیق در برنامه‌نویسی، می‌توانند از DSL استفاده کنند.

### انواع DSL
1. متنی (Textual DSL): زبان‌هایی که در قالب متن نوشته می‌شوند. این زبان‌ها اغلب شباهت زیادی به زبان‌های برنامه‌نویسی متداول دارند، اما با دستورات و ساختارهای خاصی که به یک دامنه مربوط می‌شوند.  مثال‌ها:
  - SQL برای مدیریت پایگاه داده.
  - Regular Expressions برای پردازش و تطبیق رشته‌ها.
2. گرافیکی (Graphical DSL): زبان‌هایی که به صورت گرافیکی یا بصری طراحی شده‌اند و کاربران می‌توانند از طریق ابزارهایی مانند نمودارها و شکل‌ها، برنامه‌سازی کنند.  مثال‌ها:
  - Simulink برای مدل‌سازی و شبیه‌سازی سیستم‌های دینامیکی.
  - UML برای طراحی سیستم‌های نرم‌افزاری.

### مزایا و معایب زبان خاص دامنه

#### مزایا:
1. افزایش بهره‌وری: با استفاده از DSL، می‌توان مسائل یک دامنه را سریع‌تر و با کد کمتر حل کرد.
2. کاهش خطا: DSL‌ها با طراحی متمرکز خود، احتمال خطا در کدنویسی را کاهش می‌دهند.
3. سهولت استفاده برای متخصصین دامنه: افراد غیربرنامه‌نویس می‌توانند با دانش دامنه‌ای خود از DSL استفاده کنند.

#### معایب:
1. محدودیت کاربرد: این زبان‌ها تنها در دامنه خاصی قابل استفاده هستند و نمی‌توان آن‌ها را به راحتی برای مسائل دیگر به کار برد.
2. هزینه‌های توسعه: طراحی و پیاده‌سازی یک DSL می‌تواند زمان‌بر و پرهزینه باشد.
3. وابستگی به ابزارها: استفاده از DSL اغلب نیازمند ابزارهای خاصی است که ممکن است همیشه در دسترس نباشند.

### مثال‌های معروف DSL
1. SQL: زبانی برای مدیریت و دستکاری پایگاه داده‌ها.
2. HTML: زبانی برای نشانه‌گذاری صفحات وب.
3. CSS: زبانی برای استایل‌دهی به صفحات وب.
4. RegEx: زبانی برای جستجو و تطبیق رشته‌ها.
5. MATLAB/Simulink: ابزارهایی برای مدل‌سازی و شبیه‌سازی.

### نتیجه‌گیری
زبان‌های خاص دامنه (DSL) ابزارهایی قدرتمند و متمرکز برای حل مسائل خاص در یک حوزه مشخص هستند. آن‌ها با طراحی ساده و مرتبط با دامنه، بهره‌وری را افزایش داده و پیچیدگی کدنویسی را کاهش می‌دهند. با این حال، استفاده از این زبان‌ها نیازمند شناخت کامل از نیازهای دامنه و هزینه‌های توسعه و نگهداری است. با رشد و پیشرفت فناوری، DSL‌ها نقش مهمی در توسعه نرم‌افزارهای تخصصی ایفا می‌کنند.